# Goran Alar
Goran Alar (Szibin, 1962. május 1. –) horvát labdarúgó, csatár. A fia, Deni szintén profi labdarúgó.

## Pályafutása

### Klubcsapatokban
Alar az Osijek csapatában 1984 és 1988 között szerepelt, 85 bajnoki mérkőzésen 17 gólt szerzett. Ezután a Hajduk Split csatára lett, ahol 1989-ig játszott. A Hajduk Split labdarúgójaként 18 bajnoki mérkőzést játszott és két gólt lőtt. 1988. augusztus 7-én lépett pályára először a NK Čelik Zenica ellen Splitben. Egy kupameccsen is játszott, 12 barátságos mérkőzésen két gólt szerzett. Első bajnoki gólját az FK Sloboda ellen Tuzlában szerezte 1989. március 26-án, a másodikat pedig 1989. május 7-én Splitben a Rad ellen.
Ezután a Borac Banja Lukához került, itt 46 meccsen 7-szer volt eredményes. 1991-ben a DSV Leobenhez igazolt, 1992 után befejezte a profi játékoskarrierjét.

### Edzőként
2005-től kezdődően Ausztriában az FC Zeltweg és a Raiffeisen Weißkirchen edzőjeként dolgozott.

## Fordítás
- Ez a szócikk részben vagy egészben  a   Goran Alar című horvát Wikipédia-szócikk ezen változatának fordításán alapul.  Az eredeti cikk szerkesztőit annak laptörténete sorolja fel. Ez a jelzés csupán a megfogalmazás eredetét és a szerzői jogokat jelzi, nem szolgál a cikkben szereplő információk forrásmegjelöléseként.